# High Heels (EP de CLC)
High Heels é o primeiro EP japonês (quarto no total) do grupo feminino sul-coreano, CLC. É também o primeiro lançamento da Cube Entertainment Japan.

## Antecedentes e promoções
Em 4 de março, a Cube Entertainment anunciou que o CLC faria sua estreia no Japão em 13 de abril, começando com sua promoções no exterior. O mini-álbum inclui versões japonesas de músicas lançadas anteriormente, "Pepe", "Curious", "First Love" e seu single promocional "High Heels". O álbum também inclui um cover exclusivo da música de Kylie Minogue, "I Should Be So Lucky". O grupo realizou seu primeiro showcase japonês com apenas 6 membros pois Eunbin (ex-participante do Produce 101) não iria estar participando das promoções japonesas do grupo.

## Edições
O mini-álbum está disponível em duas edições diferentes, incluindo: Tipo A (CD) e tipo B (CD + DVD).

## Lista de músicas
| Tipo A (CD)    |                               |         |  |
| N.º            | Título                        | Duração |  |
| 1.             | "First Love" (ファーストラブ) | 3:41    |  |
| 2.             | "Pepe"                        | 3:18    |  |
| 3.             | "Curious" (クングメ)          | 3:45    |  |
| 4.             | "High Heels"                  | 3:25    |  |
| 5.             | "I Should Be So Lucky"        | 3:32    |  |
| Duração total: | Duração total:                | 17:41   |  |

| Tipo B (CD+DVD) |                                              |         |  |
| N.º             | Título                                       | Duração |  |
| 1.              | "First Love" (ファーストラブ)                | 3:41    |  |
| 2.              | "Pepe"                                       | 3:17    |  |
| 3.              | "Curious" (クングメ)                         | 3:45    |  |
| 4.              | "High Heels"                                 | 3:24    |  |
| 5.              | "I Should Be So Lucky"                       | 3:32    |  |
| 6.              | "Pepe" (Music Video; Korean Version)         | 3:30    |  |
| 7.              | "Curious" (Music Video; Korean Version)      | 3:54    |  |
| 8.              | "High Heels" (Music Video; Korean Version)   | 3:47    |  |
| 9.              | "High Heels" (Music Video; Japanese Version) | 3:47    |  |